# Ланди, Роберто
Роберто Ланди  (итал. Roberto Landi; 2 января 1956, Форли, Италия) — итальянский футболист, тренер и функционер.

## Биография

### Футболиста
На юниорском уровне выступал за «Пьяченцу» и «Модену». В 23 года отправился в Северную Америку. Там он находился в составах ряда известных команд, включая «Нью-Йорк Космос» и «Ванкувер Уайткэпс». Позднее выступал в ЮАР за «Кайзер Чифс». После возвращения на родину играл в любительских коллективах.

### Тренера
Во время подготовки к ЧМ-1994 Роберто Ланди отвечал за вратарей в тренерском штабе сборной США. Позднее самостоятельно руководил молодежными сборными Грузии, Литвы и Катара. В 2003 году стал обладателем лицензии PRO УЕФА. На тот момент Ланди входил в штаб «Мессины».
Непродолжительное время работал с румынским «Националом» и с венгерским «Шопроном». Летом 2008 года итальянец стал наставником «Ливингстона». В августе того же года был признан лучшим тренером в шотландском первом дивизионе.
В июне был назначен на должность главного тренера бельгийского «Юниона», но в декабре Ланди покинул пост из-за финансовых проблем клуба.
С 2011 по 2012 гг. специалист руководил сборной Либерии.
В последние годы много работал на африканском континенте. В августе 2024 года Ланди подавал заявку на должность главного тренера сборной Нигерии.

## Достижения
- Чемпион ЮАР (1): 1989.